# خدمة التدقيق الداخلي (المفوضية الأوروبية)
إن خدمة التدقيق الداخلي (بالإنجليزية: Internal Audit Service)‏ المعروفة اختصاراً بـ IAS هي مديرية عامة تتبع المفوضية الأوروبية تم إنشاؤها في عام 2001 للمساهمة في زيادة المساءلة في المفوضية.
ديدييه رايندرز هو حالياً المفوض المسؤول عن خدمة التدقيق الداخلي، كما يرأس لجنة تقدم التدقيق في المفوضية. كما يرأس حالياً خدمة التدقيق الداخلي في المفوضية أنيسكا كاميرزاك ‏.

## مهمة
مهمة خدمة التدقيق الداخلي هي:
- توفير تقييم مستقل لفعالية أنظمة الحوكمة والإدارة والرقابة الداخلية، على شكل آراء التدقيق
- تقديم توصيات تهدف إلى ضمان تحقيق أهداف المفوضية بكفاءة وفعالية
- تقديم النصيحة والرؤية

## تاريخ

### خلفية
اعتمدت المفوضية الأوروبية أول لائحة مالية لها في عام 1962، حيث تم تنفيذ الرقابة الداخلية من خلال فصل أدوار الموظف المرخص والمراقب المالي وموظف المحاسبة. ومع ذلك، ومع نمو المفوضية وزيادة تعقيدها، بدأت محكمة المدققين الأوروبية (المدقق الخارجي للاتحاد الأوروبي) بالدعوة إلى تدقيق الأنظمة والضوابط، كما دعت إلى تأسيس خدمة تدقيق مستقلة ضمن المفوضية. نشرت هيئة الرقابة المالية رأيًا في عام 1989 يروج لمفهوم التدقيق الداخلي، وفي عام 1997 أوصت بإنشاء وظيفة تدقيق داخلي حقيقية.
في عام 1990، طلبت المفوضية الأوروبية من المراقب المالي إنشاء مثل هذه الوظيفة، والتي تم تطويرها بشكل أكبر ضمن برنامج إصلاح الإدارة المالية الذي تم اقتراحه في عام 1995 باسم SEM2000. ويبدو أن وظيفة التدقيق هذه قد أعيد تركيزها على الضوابط المتعلقة بالصناديق الهيكلية، حيث لا يرد ذكرها ضمن تقارير التقدم في المرحلة الثالثة من مشروع SEM2000 - وكانت وظيفة التدقيق المتواضعة هذه غير معروفة إلى حد كبير ولم يكن لها تأثير يذكر على خدمات المفوضية.

### مفوضية سانتر
بعد أن أعلن أحد مسؤولي المفوضية علانية عن مزاعم عن احتيال وسوء إدارة مالية من جانب أعضاء مفوضية سانتر، رفض البرلمان الأوروبي في ديسمبر 1998 منح المفوضية إعفاء عن حسابات عام 1996. وبالإضافة إلى ذلك، تم تقديم اقتراح بسحب الثقة. وفي أوائل عام 1999 اعترف رئيس المفوضية جاك سانتر بوجود مخالفات، لكنه هدد بالاستقالة إذا مارس البرلمان المزيد من الضغوط. ورداً على ذلك، دعا البرلمان إلى تشكيل لجنة من الخبراء المستقلين للنظر في سبل تحسين الإدارة المالية والرقابة عليها. وبعد تلقي التقرير الأول مما أطلق عليهم بالحكماء في مارس 1999، قررت مفوضية سانتر الاستقالة جماعياً. وفي تقريرهم الثاني، اقترح الحكماء بشكل واضح أن المشكلة الأساسية هي أن خدمة التدقيق الداخلي لا يُنظر إليها باعتبارها إدارة مركزية في خدمة المفوضية بأكملها. واستناداً إلى أفضل الممارسات الدولية وتعريف التدقيق الداخلي كما اقترحه معهد المدققين الداخليين، أوصى الحكماء بإنشاء خدمة متخصصة للتدقيق الداخلي خارج الهيكل الاعتيادي للمديريات العامة، وتقدم تقاريرها مباشرة إلى رئيس المفوضية. وقد تم إسناد مهمة إنشاء الخدمة الجديدة إلى المفوض المسؤول عن الإصلاح المؤسسي حينها نيل كينوك.

### إصلاح المفوضية
في استجابة لتقرير الحكماء، تم تشكيل فريق عمل للإصلاح الإداري لصياغة الكتب البيضاء للإصلاح. ونظر فريق العمل في الضوابط المالية والتخطيط الاستراتيجي والبرمجة وتحديث سياسة شؤون الموظفين. كان أساس إنشاء معايير التدقيق الداخلي هو التوصية رقم 35 من تقرير الحكماء الذي اقترح إنشاء خدمة تدقيق داخلي مهنية ومستقلة. وأشارت التوصية 37 أيضاً إلى ضرورة إنشاء وظيفة متخصصة للرقابة الداخلية في كل مديرية عامة وذلك بهدف المساعدة في إرساء إدارة مالية فعالة. وقد تعاون فريق العمل التابع للمفوضية مع محكمة المدققين الأوروبية، ولجنة الحكماء، والبنك الدولي، والبنك الأوروبي للاستثمار في تطوير إطار رقابي جديد. قبل أن يتسنى تنفيذ ذلك، كان من الضروري تغيير اللائحة المالية للمفوضية (وهو ما يتطلب إجماع الدول الأعضاء) لإلغاء الضوابط المركزية السابقة التي تعمل بها المديرية العامة للرقابة المالية.
أصبحت خدمة التدقيق الداخلي خدمة مستقلة اعتباراً من يوليو 2001. حيث كان إنشاء الخدمة الجديدة أحد الإصلاحات التي أقرتها المفوضية بعد اعتماد الكتاب الأبيض للإصلاح في العام 2000. وكجزء من هذه الإصلاحات، تم بناء قدرات التدقيق الداخلي في كل مديرية عامة، إلى جانب لجنة تقدم التدقيق، التي تشرف على عمل جميع لجان التدقيق الداخلي.
وضعت خدمة التدقيق الداخلي برنامجًا للتدقيق المتعمق لجميع المديريات العامة والوكالات التي أصبحىت تتبع اللوائح المالية الجديدة. وبالإضافة إلى التدقيق، كان الهدف أيضاً هو تقديم الدعم المنهجي لأنشطة التدقيق للجان التدقيق الداخلي في كل مديرية عامة.
في عام 2006، أجرت خدمة التدقيق الداخلي أول مراجعة للجودة لقدرات التدقيق الداخلي. وفي العام 2007 تم تحديث ميثاق مهمتها، إلى جانب تقديم ميثاق نموذجي للجان التدقيق الداخلي
في عام 2011، قدّمت خدمة التدقيق الداخلي أول رأي شامل حول حالة الرقابة الداخلية في المفوضية. وفي العام نفسه، أصبحت المدقق الداخلي للدائرة الأوروبية للشؤون الخارجية التي تأسست حديثاً.

## التنظيم والقيادة
تعمل خدمة التدقيق الداخلي تحت قيادة ومسؤولية المدقق الداخلي للمفوضية، وهو المنصب الذي تم إنشاؤه في اللائحة المالية. المدقق الداخلي للهيئة هو المدير العام لخدمة التدقيق الداخلي والمدير التنفيذي للتدقيق كما هو محدد في معايير التدقيق الداخلي العالمية. يعمل حالياً لدى خدمة التدقيق الداخلي ما يقرب من 150 موظف دائم. وهي منظمة في ثلاث مديريات.